# ميت عفيف
ميت عفيف، قرية رئيسية تابعة لمركز الباجور التابع لمحافظة المنوفية في جمهورية مصر العربية.

## التاريخ
قرية ميت عفيف من القرى القديمة، حيث وردت باسم «منية عفيف» في أعمال المنوفية ضمن قرى الروك الصلاحي التي أحصاها ابن مماتي في كتاب قوانين الدواوين، كما وردت باسم «منية عفيف» في أعمال المنوفية ضمن قرى الروك الناصري التي أحصاها ابن الجيعان في كتاب «التحفة السنية بأسماء البلاد المصرية». وفي العصر العثماني وردت باسم «منية عفيف» في التربيع العثماني الذي أجراه الوالي العثماني سليمان باشا الخادم في عصر السلطان العثماني سليمان القانوني ضمن قرى ولاية المنوفية، وفي تاريخ 1228هـ/1813م الذي عدّ قرى مصر بعد المسح الذي قام به محمد علي باشا باسم «ميت عفيف» ضمن قرى مديرية المنوفية.

## السكان
بلغ عدد سكان ميت عفيف 6,726 نسمة، حسب الإحصاء الرسمي لعام 2006.